# Pegomya agilis
Pegomya agilis är en tvåvingeart som beskrevs av Xue 2006. Pegomya agilis ingår i släktet Pegomya och familjen blomsterflugor. Inga underarter finns listade i Catalogue of Life.